# Lữ đoàn Quân đội nhân dân Việt Nam
Lữ đoàn trong Quân đội nhân dân Việt Nam là một tổ chức thấp hơn Sư đoàn được biên chế trong đội hình của Quân đoàn, Quân khu trong Quân đội nhân dân Việt Nam gồm các quân binh chủng hợp thành và các chuyên ngành theo ngành dọc phân cấp. Lữ đoàn có thể coi như là Sư đoàn rút gọn nhằm đảm bảo khả năng cơ động và tác chiến độc lập.

## Lãnh đạo chung
- Lữ đoàn trưởng: 01 người, Đại tá (nhóm 7), thường là Phó Bí thư Đảng ủy Lữ đoàn
- Chính ủy: 01 người, Đại tá (nhóm 7), thường là Bí thư Đảng ủy Lữ đoàn
- Phó Lữ đoàn trưởng kiêm Tham mưu trưởng: 01 người, Thượng tá (nhóm 8), thường là Ủy viên Thường vụ Đảng ủy Lữ đoàn
- Phó Lữ đoàn trưởng: 02 người, Thượng tá (nhóm 8), thường là Ủy viên Thường vụ Đảng ủy Lữ đoàn
- Phó Chính ủy: 01 người, Thượng tá (nhóm 8), thường là Ủy viên Thường vụ Đảng ủy Lữ đoàn

## Tổ chức chung

### Cơ quan trực thuộc
- Phòng Tham mưu (nhóm 8)
- Phòng Chính trị (nhóm 8)
- Phòng Hậu cần - Kỹ thuật (nhóm 9)
- Ban Tài chính (nhóm 9)
- Ban Điều tra hình sự (nhóm 9)
- Ủy ban kiểm tra Đảng (nhóm 9)

### Đơn vị cơ sở trực thuộc
Lữ đoàn binh chủng: từ 3-5 tiểu đoàn binh chủng, 1 tiểu đoàn kỹ thuật, các đại đội trợ chiến. Mỗi Lữ đoàn tăng thiết giáp thường có 3 tiểu đoàn xe tăng, 1 tiểu đoàn thiết giáp, 1 tiểu đoàn kỹ thuật và các đại đội. Lữ đoàn pháo phòng không, Lữ đoàn pháo binh thường có từ 3-5 tiểu đoàn chiến đấu, 1 tiểu đoàn kỹ thuật...
Lữ đoàn bộ binh: quân số từ 3.000-4.000 người thường bao gồm:
- Tiểu đoàn Bộ binh: 04 Tiểu đoàn. (nhóm 10)
- Tiểu đoàn Pháo binh (nhóm 10)
- Tiểu đoàn Phòng không (nhóm 10)
- Đại đội 24 Quân y (nhóm 12)
- Đại đội Tăng-Thiết giáp (nhóm 12)
- Đại đội 25 Vận tải (nhóm 12)
- Đại đội 18 Thông tin (nhóm 12)
- Đại đội 13 Pháo phản lực (nhóm 12)
- Đại đội 14 Pháo chống tăng (nhóm 12)
- Đại đội 17 Công binh (nhóm 12)
- Đại đội 22 Sửa chữa Tổng hợp (nhóm 12)
- Đại đội 20 Trinh sát (nhóm 12)
- Đại đội 21 Hóa học (nhóm 12)
- Đại đội 23 Cảnh vệ (nhóm 12)
- Kho Kỹ thuật (nhóm 12)
- Kho Hậu cần (nhóm 12)
- Tiểu đội Nấu ăn

## Các loại hình Lữ đoàn
- Lữ đoàn Thông tin
- Lữ đoàn Công binh
- Lữ đoàn Pháo binh
- Lữ đoàn Tăng-Thiết giáp
- Lữ đoàn Đặc công
- Lữ đoàn Phòng hóa
- Lữ đoàn Phòng không
- Lữ đoàn Không quân
- Lữ đoàn Vận tải
- Lữ đoàn Hải quân
- Lữ đoàn Tình báo Quốc phòng
- Lữ đoàn Bộ Binh

## Các Lữ đoàn hiện nay
Bộ Tổng Tham mưu
Lữ đoàn 144
Tổng cục 2
Lữ đoàn K3
Lữ đoàn 74
Lữ đoàn 94
Quân chủng Phòng không - Không quân
Lữ đoàn Không quân Vận tải 918, 
Lữ đoàn Công binh 28
Lữ đoàn Thông tin 26
Quân chủng Hải quân
Lữ đoàn Không quân  954
Lữ đoàn Đặc công 126 
Lữ đoàn Tàu ngầm189 
Lữ đoàn Công binh83 
Lữ đoàn Công binh 131 
Lữ đoàn Thông tin 602 
Lữ đoàn tàu chiến 170, Vùng 1 Hải quân
Lữ đoàn Hải quân đánh bộ 147, Vùng 1 Hải quân
Lữ đoàn Tên lửa bờ 679, Vùng 1 Hải quân
Lữ đoàn tàu tuần tiễu đổ bộ 169, Vùng 1 Hải quân
Lữ đoàn tàu chiến 171, Vùng 2 Hải quân
Lữ đoàn Vận tải 125 , Vùng 2 Hải quân
Lữ đoàn Tàu pháo - Tên lửa 167, Vùng 2 Hải quân
Lữ đoàn Tên lửa bờ biển 681, Vùng 2 Hải quân
Lữ đoàn tàu chiến 172, Vùng 3 Hải quân
Lữ đoàn Tên lửa bờ biển 680, Vùng 3 Hải quân
Lữ đoàn tàu chiến 161, Vùng 3 Hải quân
Lữ đoàn phòng thủ 957, Vùng 4 Hải quân
Lữ đoàn Tàu đổ bộ vận tải 955, Vùng 4 Hải quân
Lữ đoàn Hải quân đánh bộ 101, Vùng 4 Hải quân
Lữ đoàn tên lửa bờ 682, Vùng 4 Hải quân
Lữ đoàn tên lửa bờ 685, Vùng 4 Hải quân
Lữ đoàn tàu chiến 162, Vùng 4 Hải quân
Lữ đoàn phòng thủ Trường Sa 146, Vùng 4 Hải quân
Lữ đoàn Tàu tên lửa 127, Vùng 5 Hải quân
Lữ đoàn Tàu chiến đấu 175, Vùng 5 Hải quân
Bộ đội Biên phòng
Lữ đoàn Thông tin 21
Binh chủng Đặc công
Lữ đoàn 1
Lữ đoàn 5
Lữ đoàn 113
Lữ đoàn 198
Lữ đoàn 429
Binh chủng Công binh
Lữ đoàn 229
Lữ đoàn 239
Lữ đoàn 249
Lữ đoàn 279
Lữ đoàn 293
Lữ đoàn 72
Binh chủng Pháo binh
Lữ đoàn 45
Lữ đoàn 204
Lữ đoàn 490
Lữ đoàn 675
Lữ đoàn 96
Binh chủng Tăng-Thiết giáp
Lữ đoàn 201
Lữ đoàn 202
Lữ đoàn 215
Lữ đoàn 22
Binh chủng Thông tin Liên lạc
Lữ đoàn 132
Lữ đoàn 134
Lữ đoàn 139
Lữ đoàn 205
Lữ đoàn 596
Binh chủng Hóa học
Lữ đoàn 86
Lữ đoàn 87
Quân khu 1
Lữ đoàn 382 Pháo binh
Lữ đoàn 210 Phòng không
Lữ đoàn 575 Công binh
Lữ đoàn 409 Tăng- Thiết giáp
Lữ đoàn 601 Thông tin
Quân khu 2
Lữ đoàn pháo binh 168
Lữ đoàn 406 TTG
Lữ đoàn 604 Thông tin
Lữ đoàn 297 Phòng không
Lữ đoàn 43 Công binh
Quân khu 3
Lữ đoàn phòng không 214
Lữ đoàn pháo binh 454
Lữ đoàn công binh 513
Lữ đoàn phòng thủ đảo 242
Lữ đoàn tăng thiết giáp 405
Lữ đoàn thông tin 603
Lữ đoàn vận tải HH 273
Quân khu 4
Lữ đoàn Vận tải HH 654, Cục Hậu cần 
Lữ đoàn 283 Phòng không
Lữ đoàn 414 Công binh
Lữ đoàn 80 Thông tin
Lữ đoàn 16 Pháo binh
Lữ đoàn 206 TTG
Quân khu 5
Lữ đoàn 572 Pháo binh 
Lữ đoàn 368 Pháo binh
Lữ đoàn 270 Công binh
Lữ đoàn 280 Công binh
Lữ đoàn 575 Thông tin
Lữ đoàn 574 TTG
Lữ đoàn 573 Phòng không
Quân khu 7
Lữ đoàn 75 Pháo binh
Lữ đoàn 77 Phòng không
Lữ đoàn 25 Công binh
Lữ đoàn 550 Công binh
Lữ đoàn 26 TTG
Lữ đoàn 23 Thông tin
Quân khu 9
Lữ đoàn 416 TTG
Lữ đoàn 962 Hải quân
Lữ đoàn 25 Công binh
Lữ đoàn 6 Pháo binh
Lữ đoàn 226 Phòng không
Lữ đoàn 29 Thông tin
Lữ đoàn 950 phòng thủ Phú Quốc
Quân đoàn 12
Lữ đoàn 368 Pháo binh
Lữ đoàn 164 Pháo binh
Lữ đoàn 241 Phòng không
Lữ đoàn 673 Phòng không
Lữ đoàn 299 Công binh
Lữ đoàn 203 TTG
Quân đoàn 34
Lữ đoàn 40 Pháo binh
Lữ đoàn 434 Pháo binh
Lữ đoàn 234 Phòng không
Lữ đoàn 71 Phòng không
Lữ đoàn 273 TTG
Lữ đoàn 7 Công binh
Cục Vận Tải, Tổng cục Hậu cần
Lữ đoàn vận tải 649
Lữ đoàn vận tải 655
Lữ đoàn vận tải 683
Lữ đoàn vận tải 971
Lữ đoàn vận tải 972

Cục Tác Chiến Điện Tử, Bộ Tổng tham mưu
Lữ đoàn 84 TCĐT
Lữ đoàn 87 TCĐT